# Albert Dupontel
Albert Dupontel (11 de janeiro de 1964) é um ator, realizador, guionista e humorista francês.

## Obras

### Como realizador
- 1992 : Désiré (curta-metragem)
- 1996 : Bernie
- 1999 : Le Créateur
- 2006 : Enfermés dehors
- 2009 : Le Vilain
- 2013 : 9 mois ferme
- 2017 : Au revoir là-haut